# Ennylabegan
Ennylabegan (auch: Enelapkan Islet, Eniierappukan, Eniierappukan-tō, Enylapagann, CARLOS WW2, RTS, USAKA) ist eine Insel des Kwajalein-Atolls in der Ralik-Kette im ozeanischen Staat der Marshallinseln (RMI).

## Geographie
Das Motu liegt im Südsaum des Atolls, unmittelbar westlich des South Pass. Im Osten ist die nächstgelegene Insel Enubuj. Im Westen schließt sich Gea an.
Auf der Insel befindet sich ein Hafen (Ennylabegan Port) und ein Hubschrauberlandeplatz.

## Klima
Das Klima ist tropisch heiß, wird jedoch von ständig wehenden Winden gemäßigt. Ebenso wie die anderen Orte der Kwajalein-Gruppe wird Ennylabegan gelegentlich von Zyklonen heimgesucht.